# Monodictys lepraria
Monodictys lepraria är en lavart som först beskrevs av Miles Joseph Berkeley, och fick sitt nu gällande namn av M.B. Ellis 1976. Monodictys lepraria ingår i släktet Monodictys, klassen Dothideomycetes, divisionen sporsäcksvampar och riket svampar.   Inga underarter finns listade i Catalogue of Life.